# Oktatási és Kulturális Minisztérium
Az Oktatási és Kulturális Minisztérium (rövidítése: OKM) a Magyar Köztársaság egyik minisztériuma volt. Élén 2006. június 9-e és 2010. május 29. között Hiller István oktatási és kulturális miniszter állt.

## Története
A Magyar Köztársaság minisztériumainak felsorolásáról szóló 2006. évi LV. törvény hozta létre. Elődei az Oktatási Minisztérium és a Nemzeti Kulturális Örökség Minisztériuma voltak.

### Megszűnése
A minisztérium 2010. évi XLII. törvény értelmében megszűnt. Általános jogutódja a Nemzeti Erőforrás Minisztérium lett.
A törvény az Oktatási és Kulturális Minisztériumhoz, illetve az oktatási és kulturális miniszterhez korábban rendelt feladatokat két új minisztériumhoz, illetve miniszterhez rendelte: 
1. A Nemzeti Erőforrás Minisztériumhoz, illetve a nemzeti erőforrás miniszterhez:
  - Oktatás
  - Tudománypolitikai koordináció
  - Kultúraért való felelősséggel kapcsolatos feladatok
2. A Közigazgatási és Igazságügyi Minisztériumhoz, illetve a közigazgatási és igazságügyi miniszterhez:
  - Az egyházakkal való kapcsolattartás koordinációja[1]